# کوه گرانیت (واشنگتن)
کوه گرانیت (به انگلیسی: Granite Mountain) یک کوه در ایالات متحده آمریکا است که در واشینگتن واقع شده‌است. کوه گرانیت ۲٬۰۳۹٫۷۵ متر بالاتر از سطح دریا واقع شده‌است.